# Vaľkovňa
Vaľkovňa (deutsch Ferdinandsthal oder Ober Švábolka, ungarisch Nándorvölgy) ist eine Gemeinde in der Mittelslowakei.
Sie liegt im Talkessel der Horehronské podolie im Flusstal des Hron am Fuße der Niederen Tatra und des Slowakischen Erzgebirges und ist etwa 35 km von Brezno entfernt.
Teilorte der Gemeinde wurden 1612 erstmals schriftlich erwähnt; die eigentliche Gemeinde entstand im 18. und 19. Jahrhundert rund um einen Eisenhammer, welcher auf dem Gemeindeflur von Šumiac errichtet worden war, und blieb bis 1954 offiziell ein Teil dieser Gemeinde. Der Name leitet sich von einer Walzblechhütte, die hier 1834 errichtet worden war, ab.
Neben dem Hauptort gehören auch Nová Maša (deutsch Ferdinandshütte), Švábolka und Zlatno zum Gemeindegebiet.

## Bevölkerung
| Jahr                | 1994 | 2004     | 2014     | 2024    |
| ------------------- | ---- | -------- | -------- | ------- |
| Anzahl der Personen | 282  | 337      | 422      | 402     |
| Unterschied         |      | +19,50 % | +25,22 % | −4,73 % |

| Jahr                | 2023 | 2024    |
| ------------------- | ---- | ------- |
| Anzahl der Personen | 412  | 402     |
| Unterschied         |      | −2,42 % |